# ذيبان (الرقة)
ذيبان قرية سورية تتبع ناحية سلوك في منطقة تل أبيض في محافظة الرقة. بلغ عدد سكانها 177 نسمة في عام 2004 حسب إحصاء المكتب المركزي للإحصاء.